# Славонская бановина
Славо́нская банови́на — провинция (бановина), существовавшая в составе средневекового Венгерского королевства. Славонская бановина располагалась на территории современных Хорватии и Боснии и Герцеговины, и просуществовала с XIII в. до 1476 г., когда она была присоединена к Хорватской бановине.